# Seemannsclub Pier One

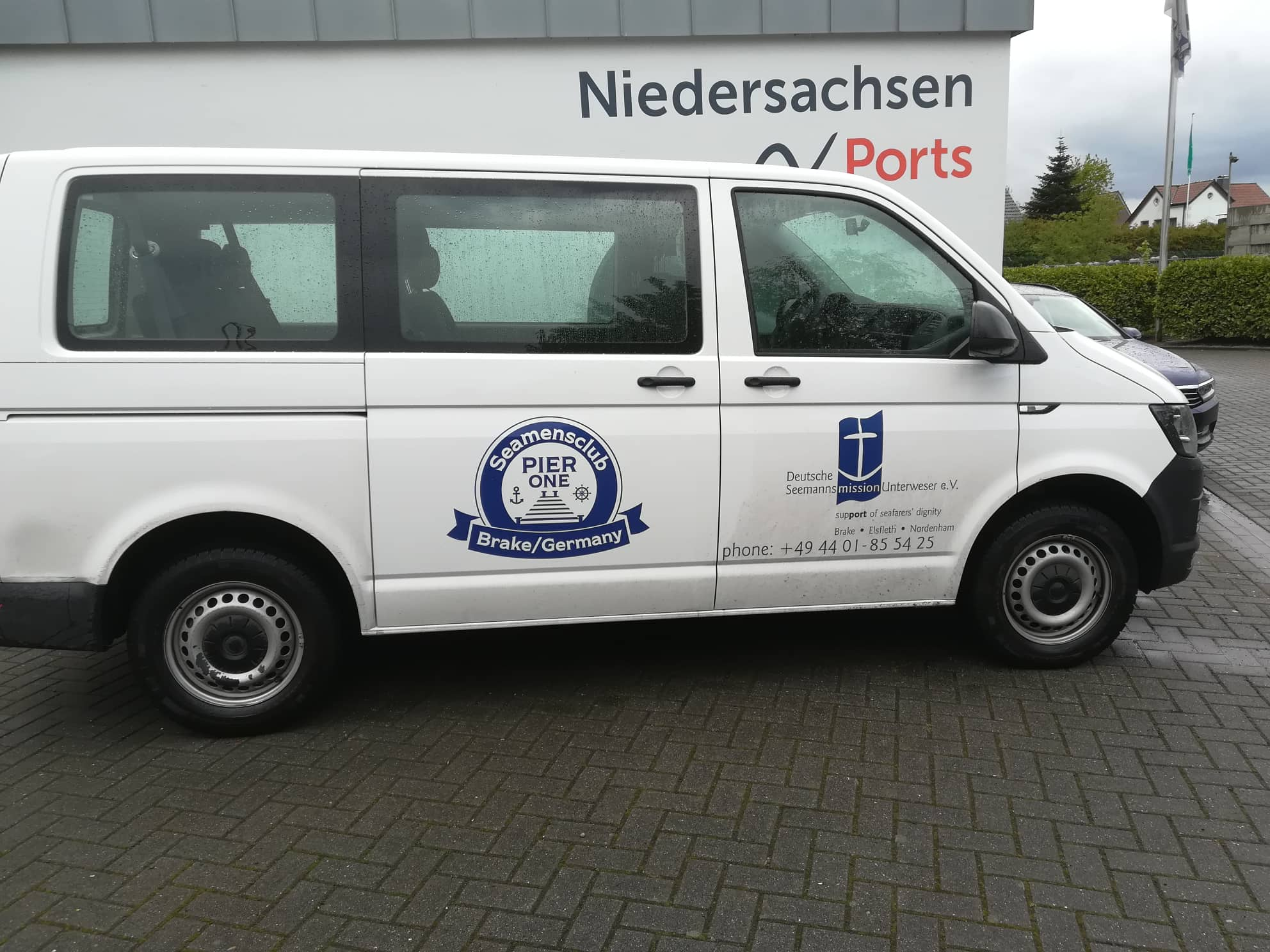
Shuttlebus Seemannsclub Pier One

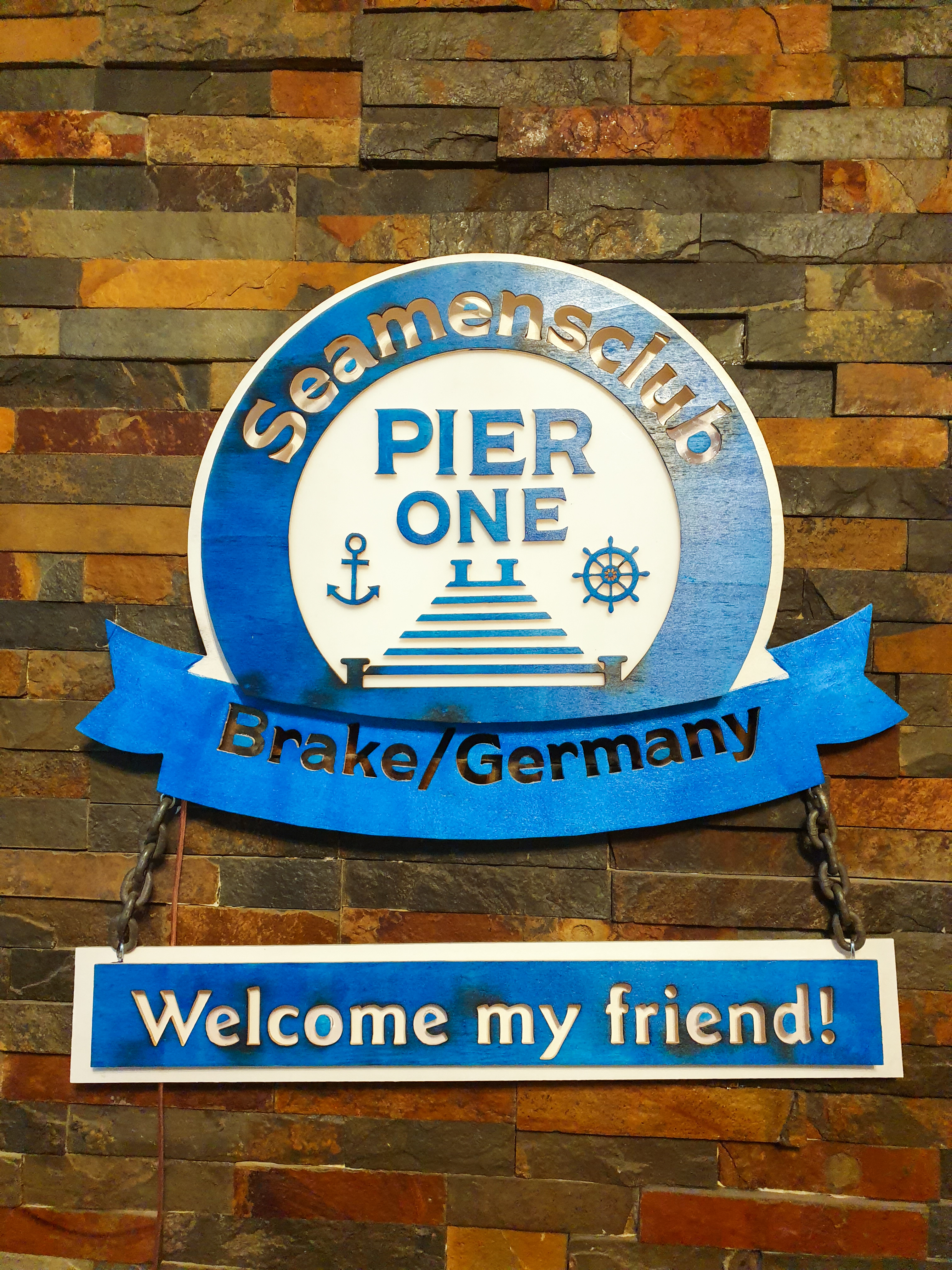
Seemannsclub

Der Seemannsclub Pier One wird betrieben von der Deutsche Seemannsmission Unterweser e. V. und ist damit Mitglied in der Deutschen Seemannsmission. Er befindet sich im Ort Brake im Bundesland Niedersachsen, Landkreis Wesermarsch.
Der Seemannsclub liegt im Sicherheitsbereich des Braker Hafens. Die Mitarbeiter betreuen die Seeleute an Bord der Schiffe in Elsfleth, Brake und Nordenham. Der Club finanziert sich im Wesentlichen aus Spenden, Kollekten der Kirchengemeinden, freiwilligen Schiffsabgaben der Reedereien und Beiträgen der Evangelisch-Lutherischen Kirche in Oldenburg. Im Jahr 2018 konnten bereits 2600 Seeleute im Club begrüßt werden.

## Geschichte
Seit dem 1. Mai 2006 ist der ökumenische Seemannsclub Pier One für Seeleute aus aller Welt geöffnet. Zuvor gab es seit 1958 ein Seemannsheim mit 40 Plätzen. Der Club wird in ökumenischer Partnerschaft vom Katholischen Gemeindeverband in Bremen und der Deutschen Seemannsmission Unterweser e. V. betrieben. Er ist montags bis samstags von 17:00 Uhr bis 22:00 Uhr geöffnet.

## Vereinsarbeit
Die Arbeit im Club, bei Schiffsbesuchen in den Häfen, im Fahrdienst und in besonderen Fällen bei der Betreuung im Krankenhaus wird neben zwei hauptamtlichen Mitarbeitern hauptsächlich von Ehrenamtlichen geleistet. Zu besonderen Festtagen werden den Seeleuten an Bord auch Geschenke übergeben.

## Ausstattung
Im Club gibt es einen Aufenthaltsraum, der mit Billard, Spielen, Musikinstrumenten, WLAN für den Kontakt nach Hause und einem kleinen Kiosk ausgestattet ist. Auch ist ein Fernseher vorhanden. In gemütlichen Sitzgelegenheiten können die Seeleute sich von den schweren Arbeitsbedingungen an Bord erholen und erhalten bei Bedarf auch soziale Hilfe und Beratung.